# Massacro di Ma'alot
Il massacro di Ma'alot, cittadina nel nord d'Israele, avvenne il 15 maggio 1974.

## Storia
In questa data - che corrispondeva al 26º anniversario della proclamazione dello Stato d'Israele - un gruppo di terroristi palestinesi s'impadronì della scuola elementare Netiv Meir di Ma'alot. I palestinesi uccisero immediatamente alcuni bambini ed il guardiano della scuola. Dei restanti alunni e docenti furono presi ostaggio per essere poi in parte uccisi al fine di non rendere possibile il salvataggio degli ostaggi da parte delle forze di difesa israeliane (IDF).
Già al mattino seguente gli uomini furono identificati come appartenenti all'organizzazione comunista Fronte Democratico per la Liberazione della Palestina (FDLP), infiltratisi in Israele e provenienti dal Libano. Costoro presentarono la loro richiesta di liberazione di 23 militanti arabi e di 3 terroristi, fra cui Kozo Okamoto - un militante dell'Armata Rossa Giapponese che era stato tra i responsabili del massacro dell'Aeroporto di Lod del 1972 - dalle prigioni israeliane, in mancanza della quale si minacciava lo sterminio dei bambini. Come termine ultimo furono fissate le ore 18,00 dello stesso giorno.
La Knesset (parlamento israeliano), in riunione d'emergenza per le 15,00, decise di negoziare, ma i palestinesi rifiutarono di prorogare i termini dell'ultimatum. Alle 17,45, un'unità della brigata d'élite Golani (la Sayeret Golani) assaltò l'edificio. Tutti i sequestratori furono uccisi nell'attacco, ma non prima che essi usassero le loro armi da fuoco e i loro esplosivi contro i 21 bambini sequestrati. Furono in totale uccise 26 persone e ferite altre 66 (esclusi i terroristi). Inoltre un certo numero non quantificato di persone fu ucciso la sera precedente dai palestinesi nel loro avvicinamento alla scuola.

### Rappresaglia israeliana
Il giorno seguente Israele bombardò sette campi profughi palestinesi ed alcuni villaggi nel Libano meridionale dove si trovavano uffici e campi di addestramento usati dal FDLP. Furono uccise 27 persone e altre 138 risultarono ferite. L'effetto traumatico degli eventi sull'opinione pubblica israeliana portò tra le altre cose alla creazione delle unità di polizia volontaria Yamam, denominata Guardia Civile, il 10 luglio 1974.